# Río Sias

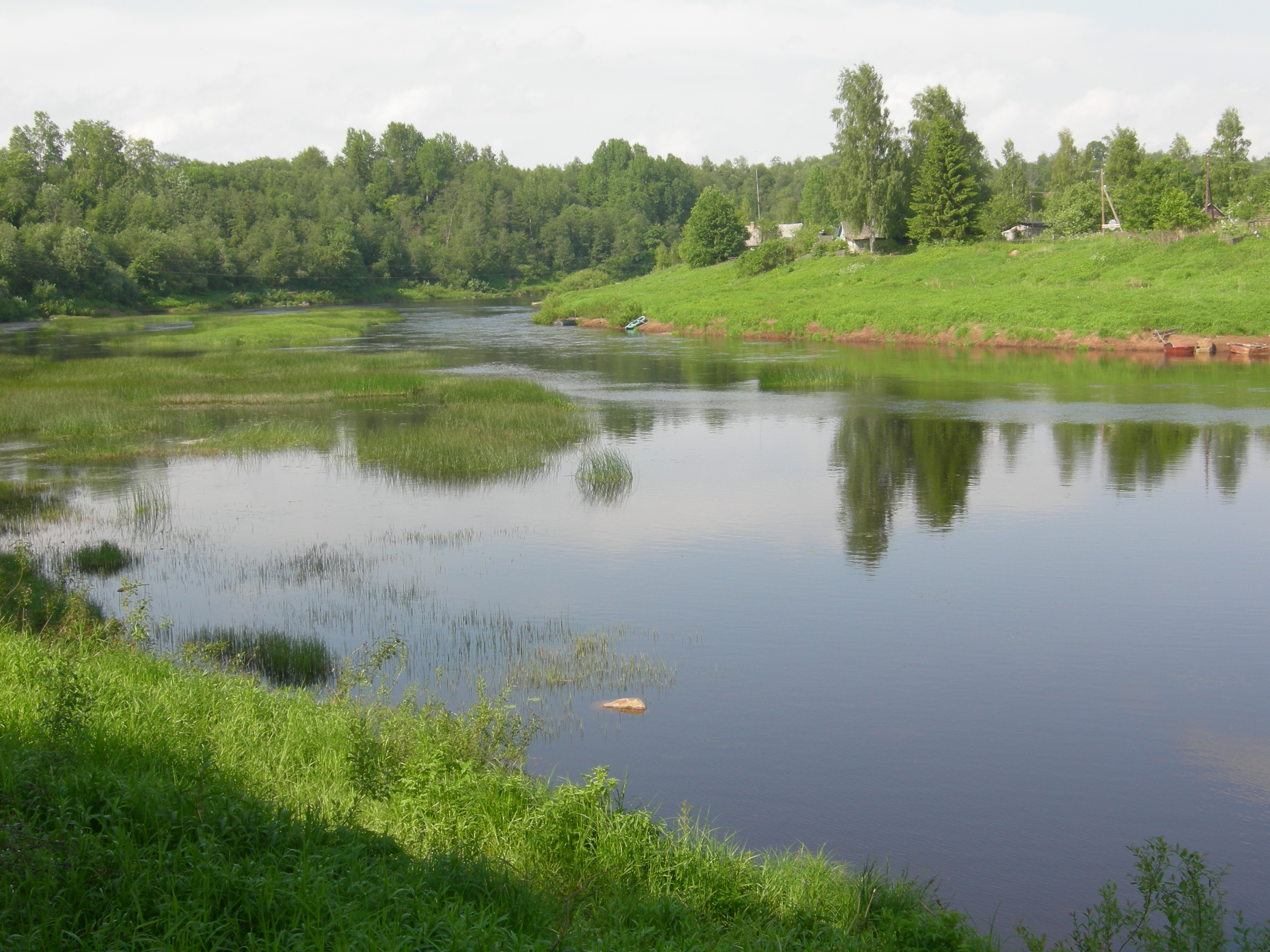
Río Sias.

El río Sias (en ruso: Сясь), en finés: Säsjoki, Sääsjoki es un río de Rusia que discurre por los óblasts de Nóvgorod y Leningrado. En su desembocadura se encuentra la ciudad de Siastrói.

## Geografía
Nace en las colinas de Valdái y desemboca en el lago Ládoga tras haber recorrido 260 km. Su principal afluente es el Tíjvinka. El Sias se congela generalmente desde noviembre a abril.
Otros afluentes:
- río Volozhba
- río Lunenka
- río Valia
- río Kusega
- río Opochnia
- río Suzna
- río Lynna

## Importancia histórica
A finales de la era de Vendel y a principios de la época vikinga, el Sias era una vía de navegación concurrida, para el transporte desde el río Vóljov, encabezado desde el mar Báltico hasta el Volga, mediante una serie de acarreos. La fortaleza de Álaborg fue construida por los vikingos para proteger los alrededores de los rápidos del Sias. La ruta perdió importancia en el siglo X.